# Ланч, Лидия
Лидия Ланч (англ. Lydia Lunch, урождённая Лидия Энн Кох англ. Lydia Anne Koch; 2 июня 1959, Рочестер, Нью-Йорк) — американская певица и перформанс-артистка, прославившаяся прежде всего как пионер авангардного нью-йоркского ноу-вейв-движения в составе групп Teenage Jesus and the Jerks и 8-Eyed Spy. Практиковалась также как фотограф, актриса, писательница и поэтесса; в этой сфере она более всего известна как автор двух романов — «Обличающие улики» и «Парадоксия: дневник хищницы».

## Биография

### Начало творческой карьеры: Teenage Jesus & The Jerks иNo New York
Сведения о детстве и юности Ланч достаточно скудны и противоречивы. Согласно полуавтобиографическому роману «Парадоксия: Дневник хищницы», в детстве Лидия была совращена собственным отцом. В шестнадцать лет она бросила свой дом и переехала в Нью-Йорк. Там она поселилась в сквоте в Нижнем Ист-Сайде, где в то время обретались многие андеграундные поэты и музыканты. Девушку «взяли под опеку» Мартин Рев и Алан Вега из Suicide. Там же она получила прозвище «Ланч», ставшее впоследствии её «официальным» псевдонимом — за то, что часто воровала завтраки для своих друзей. Под влиянием своего нового окружения она собрала собственную группу, которую назвала Teenage Jesus and the Jerks. Ансамбль исполнял крайне минималистичную и при этом агрессивную музыку, их песни строились на простейших конструкциях, тонувших в резком гитарном шуме, а концерты, как правило, продолжались не дольше пятнадцати минут. Радикальность форм объяснялась протестом против застывающих догм рок-музыки и панк-рока в частности: при том, что Ланч признавала за CBGB-сценой определённое влияние на своё творчество (по её словам, именно творчество этих музыкантов во многом сподвигло её на побег из дома), в целом панк казался ей слишком «традиционным», устаревшим и скучным: «Идея была в том, чтобы — как выразились позднее Sonic Youth — „убить своих кумиров“. Всё, что тогда влияло на меня — будь то Патти Смит, The Stooges, лу-ридовский Berlin, — казалось слишком традиционным. В своё время всё это было замечательно, но настал момент для чего-то более радикального», — вспоминала она позднее. «Технику» игры Лидия освоила самостоятельно, после того как кто-то из обитателей сквота отдал ей сломанную гитару: «Кому вообще интересны аккорды, все эти стандартные последовательности, заезженные в роке до смерти? Я могу играть на гитаре ножом, пивной бутылкой… Стекло даёт самый лучший звук. Я до сих пор не знаю ни одного гитарного аккорда». Некоторое время в группе состоял друг Ланч саксофонист Джеймс Ченс, но вскоре она решила «уволить» его, решив, что его игра была слишком эмоциональной, тогда как ей хотелось более холодного и резкого звучания. После этого Ченс основал собственный проект, James Chance and the Contortions. Оставшимися участниками The Jerks, помимо Лидии, стали басист Рек и барабанщик Брэдли Филд, которые позже были заменены Гордоном Стивенсоном и Джимом Склавуносом, соответственно.
В 1978 году Teenage Jesus and the Jerks выступили на андеграундном рок-фестивале в Artists Space, на котором присутствовал Брайан Ино. По приглашению Брайана они приняли участие в записи культового сборника No New York, запечатлевшего рождение авангардной нью-йоркской сцены, известной как No Wave (кроме них, для альбома записались James Chance and the Contortions, Mars и DNA Арто Линдсея). В следующем году Teenage Jesus and the Jerks распались.

### Сольная карьера
После распада Teenage Jesus and the Jerks Ланч собрала группу Beirut Slump, просуществовавшую, однако, недолго — под этим заголовком был выпущен всего один сингл. Следующим, более заметным её проектом стала группа 8 Eyed Spy, возрождавшая и в то же самое время пародировавшая стандарты свомп-рокa. В репертуар 8 Eyed Spy входили как кавер-версии песен Creedence Clearwater Revival, Jefferson Airplane и даже Капитана Бифхарта, так и оригинальные композиции. Параллельно с этим Лидия продолжала сниматься в кино у андеграундных режиссёров, таких как Скотт и Бет Би и Вивьен Дик. В 1980 году вышел её первый сольный альбом, Queen of Siam, выдержанный в более «мягком», по сравнению с её предыдущими работами, джазовом стиле. Одновременно Ланч активно сотрудничает с другими андеграундными музыкантами, среди которых — No Trend, Sonic Youth, Swans, Einstürzende Neubauten, Foetus, Die Haut, Марк Алмонд и другие. В начале 1980-x годов она сближается с кругом The Birthday Party и организует с Ником Кейвом и Роландом С. Говардом «готический» проект Honeymoon in Red. Одноимённый альбом был записан в 1982 году, но выпущен только пять лет спустя. Позднее Роланд С. Говард сотрудничал с Ланч при записи альбома Shotgun Wedding.
С середины 1980-х Ланч начинает регулярно выпускать записи с чтением собственных стихов (т. н. spoken word). Иногда к ней присоединяются такие музыканты и поэты, как Эксин Червенка (X), Майкл Джира, Генри Роллинз, Хьюберт Селби и другие. Примерно в это же время она основывает собственный лейбл Widowspeak Productions, на котором будут выпускаться её собственные альбомы, а также записи дружественных групп (именно здесь, например, впервые выходит ретроспектива Mars).
В конце 1980-х — начале 1990-x годов Ланч, Ким Гордон и Сэди Мэй организуют группу Harry Crews. Помимо всего прочего, группа выступает с песнями «She’s In A Bad Mood» Sonic Youth и «Orphans» Teenage Jesus and the Jerks. В 1990 году выходит их единственный альбом Naked in the Garden Hills, названный по заглавию книги писателя Гарри Крюса, в честь которого и получила своё имя группа.
В 1997 году Лидия выпускает двойной альбом Matrikamantra («Мать всех звуков»), выдержанный в стиле дарк-эмбиент.
В 2004 году, после шестилетнего перерыва, у Ланч выходит альбом Smoke In The Shadows, на котором она экспериментирует с хип-хопом и нуар-джазом. В записи принял участие Нельс Клайн из Wilco. Альбом был приветственно встречен критиками. В конце 2000-x годов она собирает группу Big Sexy Noise, исполняющую шумовой хард-рок. На первом альбоме группы присутствует песня «Gospel Singer», написанная в соавторстве с Ким Гордон, и кавер на «Kill Your Sons» Лу Рида.
В настоящее время Лидия Ланч выступает с супергруппой Retrovirus, в состав которой входят Альгис Кизис (Swans, Foetus), Боб Берт (Sonic Youth, Pussy Galore), Визел Уолтер (The Flying Luttenbachers).

### Прочее
Также Ланч известна как актриса (снималась в фильмах Амоса По, Вивьен Дик, Скотта и Бет Би, Ричарда Керна), фотограф-любитель, писательница (автор романов «Парадоксия: дневник хищницы», «Обличающие улики» и пр.) и поэтесса.

## Дискография

### Сольные альбомы
- Queen of Siam (1979)
- 13.13[англ.] (1981)
- The Agony is the Ectasy[англ.] (12" EP, b-сторона: Birthday Party, 1982)
- Hysterie (сборник записей 1976—1986 годов, 1986)
- Twisted (1992)
- Matrikamantra[англ.] (1997)
- Widowspeak: The Original Soundtrack (двойной сборник, 1998)
- Smoke In The Shadows[англ.] (2004)
- Amnesia (2009)
- Retrovirus (2013)
- Marchesa (2018)

### Teenage Jesus and the Jerks
- No New York (сборник Брайана Ино, 1978)
- Pink (EP, 1979)
- Teenage Jesus and the Jerks (1979)
- Everything (1995)
- Shut Up and Bleed (2008)

### 8-Eyed Spy
- 8-Eyed Spy (1981); переиздан как Luncheone (CD, 1995)
- Live (аудиокассета, 1981)

### Big Sexy Noise
- Big Sexy Noise (2009)
- Trust the Witch (2011)

### Совместные работы
- «Some Velvet Morning», совместно с Роландом С. Говардом (12" EP, 1982)
- «Thirsty Animal», совместно с Einstürzende Neubauten (1982)
- «In Limbo», совместно с Тёрстоном Муром из Sonic Youth (1984)
- «Death Valley '69», совместно с Sonic Youth (1984)
- Heart Of Darkness[англ.], совместно с No Trend (EP, 1985)
- A Dozen Dead Roses, совместно с No Trend (LP, 1985)
- The Drowning of Lucy Hamilton[англ.], совместно с Люси Хамилтон (она же China Berg из MARS) (LP, 1985)
- «The Crumb», совместно с Тёрстоном Муром (1987)
- Honeymoon In Red[англ.], совместно с The Birthday Party (LP, 1987)
- Stinkfist, совместно с Джимом Тёрлвеллом (он же Clint Ruin) (EP, 1987)
- «Don’t Fear the Reaper», совместно с Джимом Тёрлвеллом (он же Clint Ruin) (1991)
- Shotgun Wedding[англ.], совместно с Роландом С. Говардом (LP, 1991)
- «A Girl Doesn’t Get Killed by a Make Believe Lover…'cuz its Hot!», совместно с My Life with the Thrill Kill Kult (1991)
- Transmutation + Shotgun Wedding Live in Siberia, совместно с Роландом С. Говардом (1994)
- Rude Hieroglyphics, совместно с Эксин Червенкой (1995)
- The Desperate Ones, совместно с Glyn Styler (1997)
- York (First Exit to Brooklyn)[англ.], совместно с Джимом Тёрлвеллом и The Foetus Symphony Orchestra[англ.] (1997)
- Omar Rodríguez-López & Lydia Lunch, совместно с Омаром Родригесом-Лопесом (EP, 2007)
- «In Comfort», совместно с Филиппом Пети (фр. Philippe Petit) (2011)
- Twin Horses, совместно с Cypress Grove / Spiritual Front (LP, 2015)

### Гостевое участие
Die Haut
- Der Karibische Western (12" EP, 1982)
- Head On (1992)
- Sweat (1992)

James White and the Blacks
- Off White[англ.] (1979), под псевдонимом «Стелла Рико» (Stella Rico)

## Фильмография
- The Right Side of My Brain («Правая половина моего мозга») (1985)